# Poemes en ondes hertzianes

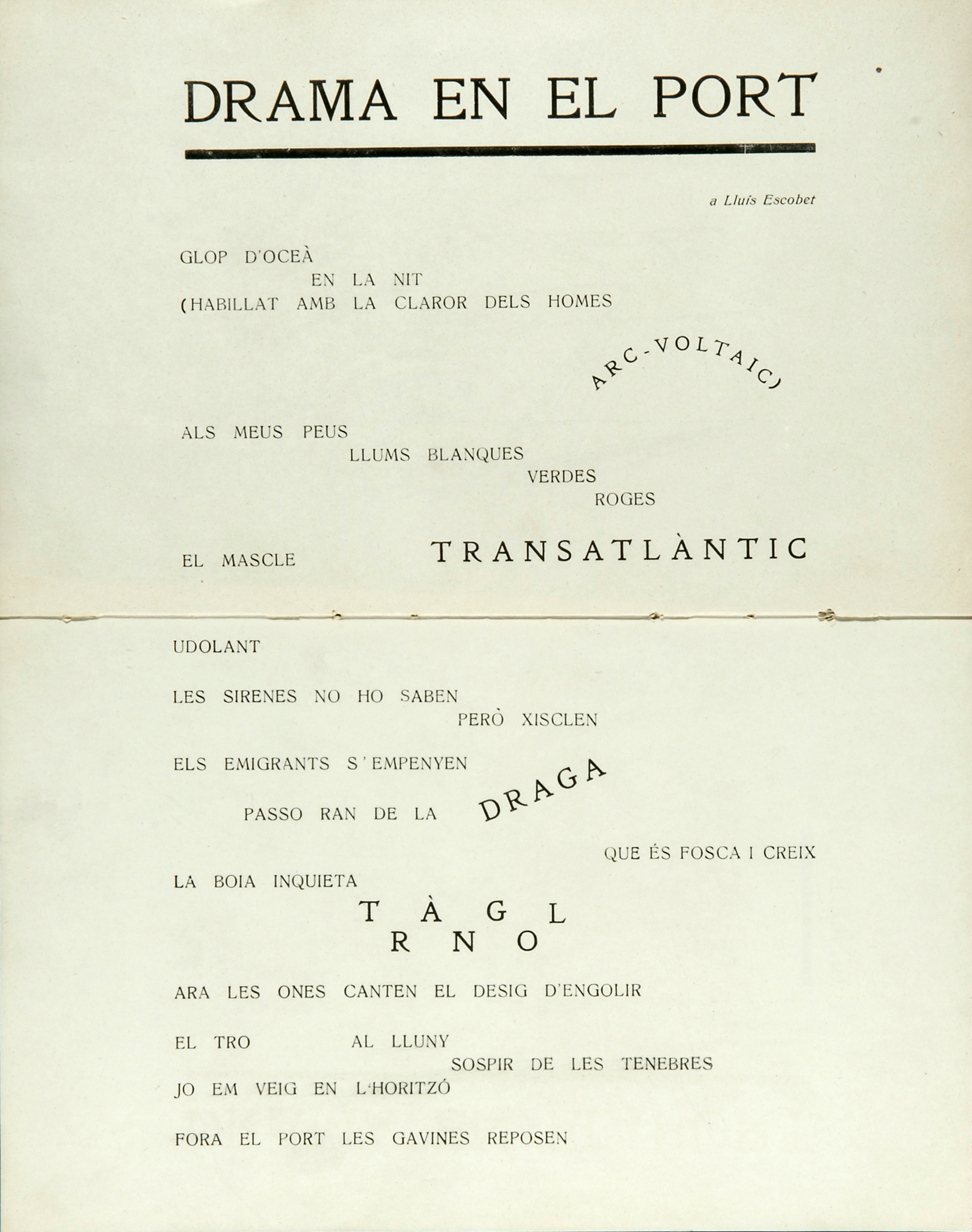
«Drama en el port»

Poemes en ondes hertzianes és el primer llibre de poemes de Joan Salvat-Papasseit, publicat el 1919. La primera edició del llibre, enriquida amb il·lustracions de Rafael Barradas i Joaquim Torres-García, va destacar per la seva aposta estètica trencadora. Amb els anys, s’ha consolidat com una obra clau i referent indiscutible de l’avantguarda literària catalana.